# Nano-Mugen Compilation
ASIAN KUNG-FU GENERATION presents Nano-Mugen Compilation je kompilacija japanskog rock sastava Asian Kung-Fu Generation. Album je objavljen 8. lipnja 2005. povodom petog Nano-Mugen Festivala koji je održan u Yokohama Areni Na albumu se nalazi po jedna pjesma od osam sastava koji su nastupili na festivalu, četiri japanska i četiri britanska.

## Popis pjesama
1. "Burn Baby Burn" – Ash
2. "Blackout" – Asian Kung-Fu Generation
3. "I Love You 'Cause I Have To" – Dogs Die in Hot Cars
4. "Bored Of Everything" – Ellegarden
5. "Tongue Tied" – Farrah
6. "Sugar Bomb Baby" – Industrial Salt
7. "Lock to Honey" – Sparta Locals
8. "White Room Black Star (Stout Version)" – Straightener

## Ljestvica
| Godina | Ljestvica | Najviša pozicija |
| ------ | --------- | ---------------- |
| 2005.  | Oricon    | 7                |

## Vanjske poveznice
- Nano-Mugen Fes. 2005.